# Санта-Крус-де-Боедо
Санта-Крус-де-Боедо (ісп. Santa Cruz de Boedo) — муніципалітет в Іспанії, у складі автономної спільноти Кастилія-і-Леон, у провінції Паленсія. Населення — 66 осіб (2010).
Муніципалітет розташований на відстані близько 240 км на північ від Мадрида, 60 км на північ від Паленсії.
На території муніципалітету розташовані такі населені пункти: (дані про населення за 2010 рік)
- Іхоса-де-Боедо: 24 особи
- Санта-Крус-де-Боедо: 42 особи

## Демографія
Динаміка населення (INE ):